# روليت روسي

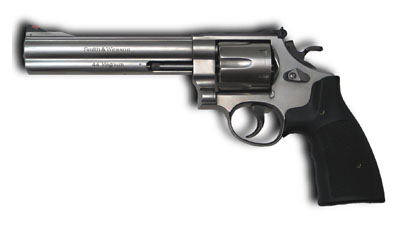
المسدس المستخدم في الروليت الروسي

الروليت الروسية هي لعبة حظ مميتة نشأت في روسيا. يقوم الشخص الذي يود القيام بها بوضع رصاصة واحدة في المسدس، ثم يقوم بتدوير الإسطوانة التي يمكن أن تحمل ست رصاصات عدة مرات بحيث لا يعرف ما إذا كانت الرصاصة ستطلق أم لا، ومن ثم يوجه المسدس نحو رأسه ويسحب الزند. فإذا وضع رصاصة واحدة فإن احتمال موته هو 1 من 6، أي 16.667 %. تستخدم اللعبة لعدة أسباب، منها الانتحار أو إثبات الشجاعة. نشأت اللعبة في روسيا عندما لعبها الجنود الروس لإثارة بعضهم البعض. كما تعتبر لعبة الروليت الروسي إحدى وسائل المقامرة وتكون بتحدي بين شخصين يتناوبون الإطلاق، لحين موت أحدهم، فيأخذ من نجا أموال الذي أطلق النار على نفسه.
ذكر مالكوم إكس في سيرته الذاتية أنه استخدم هذه اللعبة في أحد المرات ليبين لزملائه بأنه لا يخشى الموت. مثال آخر على استخدام اللعبة هو عندما قام مخترع الترانزستور ويليام شوكلي الحائز على جائزة نوبل في الفيزياء بمحاولة الانتحار بواسطة الروليت الروسي، إلا أنه نجى منها.

## التاريخ
الروليت الروسية هي لعبة انتحارية، لم يرَّها – بشكلها الحقيقي – إلا عددًا قليلًا من الناس في الوقت الحاضر. لكن أغلب الناس قد سمعوا عنها كمفهوم أو مُصطلح يُشير إلى إلقاء المرء بيده في التهلكة، أو مُخاطرة المرء بحياته أو بما لا يستطيع فقدانه في سبيل لذة وقتية أو مغامرة غير محسوبة العواقب. يُستخدم مُصطلح الروليت الروسية للإشارة إلى هذا المعنى في سياق الأغاني والأفلام والكتب وحتى في الاحاديث اليومية بين الناس. أما السبب الكامن وراء لعبة الروليت الروسي فمجهول لأن لا أحد لعبها ونجا منها ليتم التحقيق معه ومعرفة ما الذي يدفعه إلى لعب تلك اللعبة، لكن لا يخرج الدافع وراء مُمارسة هذا النوع من الألعاب القاتلة خارج دائرة: الانتحار، أو عدم الإتزان النفسي، أو التصرف تحت تأثير الكحول والمواد المُخدَّرة.[1]
يُعتقد بأن أصل لعبة الروليت الروسية هو روسيا القيصرية. لكن تاريخ نشأة اللعبة غير مُحدد بالضبط نظرًا لأنها لعبة مُخالفة للقانون ومُجرَّمة. لكن يُحتمَّل بأن اللعبة قد تم أختراعها في الفترة الزمنية خلال الفترة بين خمسينيات القرن التاسع وعشرينيات القرن العشرين حيث زاد استخدام المُسدس في روسيا بشكلٍ كبيرٍ، لكن أصل المُصطلح نفسه «الروليت الروسية» معروف، فقد تم استخدامه للمرة الأولى في قصة قصيرة من 1600 كلمة كتبها مؤلف سويسري اسمه جورج سورديز، تم نشر تلك القصة عام 1937 في مجلة كولير الأسبوعية Collier Magazine التي كانت واحدة من أبرز المجلات الفرنسية في ذلك الوقت.
كانت معظم أعمال الكاتب السويسري جورج سورديز مستوحاة من القصص الرومانسية الفرنسية التي قرأها وهو طفل. ونظرًا لأن المجلة فرنسية الأصل، والكاتب فرنسي الهوى والخيال، فقد أطلق اسم «الروليت الروسية» على تلك اللعبة القاتلة.
أثناء الحرب العالمية الأولى روى مُجند ألماني في رسالة إلى رئيسه، عن طريقة انتحار رقيب روسي اسمه Sergeant Burkowski استخدم لعبة الروليت الروسية لقتل نفسه. وفقًا لما رواه الرقيب الروسي للمُجند الألماني، اعتاد ضباط الجيش القيصري ممارسة هذا النوع القاتل من المقامرة خلال 1917 في الأيام الأخيرة من تورطهم في الحرب العالمية الأولى.
وفقًا لما ذكره المُجند الألماني، يقوم الروس بسحب المسدسات بشكل عشوائي وإزالة كل الرصاصات من المُسدس باستثناء رصاصة واحدة، ثم يقوموا بتدوير الأسطوانة بحيث لا يعرفوا الخانة المحشوة بالرصاصة ثم يوجهوا المسدس إلى رؤوسهم أو إلى رؤوس بعضهم البعض.
كان الرقيب بوركوفسكي مقامرًا شديد القسوة. حكى للألمان عن تلك اللعبة، وبعد ذلك دعاهم إلى لعبها وكان هو الضحية

## حوادث مسجلة
نظرًا لأن قصة الكاتب جورج سورديز كانت ناجحة بشكلٍ كبيرٍ فقد تمت إعادة طباعتها في ملخص مجلة Fiction Parade & Golden Book Magazine في شهر مايو من نفس العام. خلال أقل من عام، أطلق صبي صغير يُدعى توماس هـ. ماركلي جونيور النار على رأسه في عيد ميلاده الحادي والعشرين. حيث كان هو أول مَن أفتتح سلسلة الضحايا التي وصل عددها بعد ذلك إلى 200 ضحية. إليك قائمة بأكثر بالضحايا الأشهر الذين فقدوا حياتهم أثناء لعب هذه اللعبة الانتحارية.
جون مارشال ألكسندر جونيور، المعروف أيضًا باسم جوني آس، كان يعمل كعازف موسيقي في الولايات المتحدة الأمريكية. في عيد الميلاد عام 1954 خلال فترة الاستراحة أثناء عمله قام بإطلاق النار على نفسه فأُردى قتيلًا. حيث كان يلعب باستخدام مسدس 32 كال. صرَّح شهود عيان لهذا الحادث أن إساءة استخدام الكحول والسلاح الناري هي سبب وفاته، ورد في تقارير الشرطة الرسمية أن سبب الحادث كان لعبة الروليت الروسية[بحاجة لمصدر].
كان إيمو ليكاس الساحر الفنلندي الشهير يتمتع بشعبية خاصة بفضل خدعته الأشهر وهي الروليت الروسية. لقد كانت خدعة بسيطة لكنها خطيرة للغاية، حيث كان يحشو خمس رصاصات، ويترك خانة واحدة فارغة. ويدعي أنه قادر على اختيار الخانة الفارغة باستخدام قوة عقله. نمت شعبية إيمو. وبدا أن الموت لن يلحق به أبدًا، حتى جاءت سنة 1976 وأثناء قيامه بالخدعة على خشبة المسرح، سقط قتيلًا[بحاجة لمصدر].
أصبح ممثلو المسلسل التلفزيوني الأمريكي Cover Up شاهدين على حادث مأساوي آخر. أثناء تصوير المسلسل قام الممثل جون إريك هيكسوم باللعب بأحد المُسدسات المحشوة بطلقة واحدة فارغة، كان المسدس هو ماغنوم 44 الذي يُعتبر أحد أقوى المدافع اليدوية في العالم. ضغط إريك على الزناد فلم تخرج رصاصة من فوهة المسدس، لكن تسببت الموجة الناتجة عن إطلاق الطلقة الفارغة في تحطيم جُمجمته في الحال[بحاجة لمصدر].  
في 13 سبتمبر 2010، أثناء تصوير حلقة من برنامج بي بي سي الشهير «ما تظن نفسك؟» كشف الممثل البريطاني الشهير آلان كامينغ قصة مأساوية عن جده. فمع قيام الصحفي بسؤاله عن أقاربه، قال كامينع أن جده لأمه لم يموت أثناء تنظيف بندقيته، لكنه مات أثناء مشاركته في لعبة الروليت الروسية[بحاجة لمصدر].
آخر حالة تم الكشف عنها وقعت في 24 يناير 2019، في سانت لويس بولاية ميسوري الأمريكية. حيث كان هناك اثنان من ضباط الشرطة، أحدهما في الخدمة والأخر في حالة إيقاف، كانا يلعبان لعبة البوكر الروسية التي تختلف عن لعبة الروليت الروسية في أن اللاعبان فيها يقوما بتوجيه المُسدس إلى رأس أحدهما الآخر، أما في الروليت الروسية فيقوم اللاعب بتوجيه المُسدس إلى رأسه هو نفسه. مرت الجولة الأولى بسلام بينما في الجولة الثانية، خرجت الرصاصة من البندقية مما أسفر عن مقتل الضابط كاتلين أليكس. نتيجة لذلك، اتُهم الضابط ناثانيل هندرين بالقتل الخطأ والإجراءات الجنائية المسلحة[بحاجة لمصدر].

## الخلاصة
لعبة الروليت الروسية هي روليت من نوع آخر. تشابه هذه اللعبة الروليت الأصلية، ولكن في هذه اللعبة تكون المخاطرة هي حياة اللاعب، وليس المال،  من خلال مسدس، ويقوم اللاعبون بتدوير الأسطوانة بالتناوب، ووضع الكمامة على رؤوسهم وسحب الزناد، ويأتي اسم اللعبة من بلد منشأ هذه اللعبة الفتاكة ويستخدم مصطلح “الروليت” لأنها أيضًا لعبة صدفة وتذكر عملية تدوير الأسطوانة عجلة الروليت.
يُعتقد أن تلك اللعبة تم اختراعها في روسيا القيصرية، وانتشرت خلال القرنَينِ الثامن عشر والتاسع عشر، وقد ظهرت لأول مرة علنًا في قصة قصيرة لجورج سورديز. نَحنُ لا نشجع أو نوصي أي شخص بلعب هذه اللعبة القاتلة لأنها لعبة انتحارية، كذلك لا نوصي أبدًا بأن يكون أمام المرء أي من الأسلحة النارية وهو في حالة سُكر. يُعتبر الأشخاص الذين يستخدموا هذا النوع من الألعاب هم مرضى نفسيين يحتاجون إلى دعمٍ نفسيٍ سريع لعلاجهم قبل أن ينتحروا أو يقتلوا الأخرين في مُجرد لعبة.

## انظر ايضًا
- رهاب مقابل